# Arielle Kebbel
Arielle Caroline Kebbel (Winter Park, Florida, 1985. február 19. –) amerikai színésznő és modell.
Számos televíziós sorozatban megjelent, többek között a Szívek szállodája (2003–2004), a Vámpírnaplók (2009–2017), a Derült égből család (2010), a 90210 (2011–2013), a Nagypályások (2015–2016, 2019), a Midnight Texas (2017–2018) és a Lincoln Rhyme: Hunt for the Bone Collector (2019–2020) epizódjaiban.
Kebbel olyan filmekben szerepelt, mint az Amerikai pite 4. – A zenetáborban (2005), a Dögölj meg, John Tucker (2006), az Átok 2. (2006), a Csapatszellem (2008), a Hívatlan vendég (2009) és a Gondolkozz pasiaggyal! (2012).

## Fiatalkora és modell karrierje
1985. február 19-én született a Florida állambeli Winter Parkban. Édesanyja, Sheri, egy tehetség-menedzser, akinek van egy produkciós cége. Kebbel a Crenshaw Iskolában végzett Winter Gardenben. Versenytárs volt a 2002-es Miss Florida szépségversenyen. Mielőtt a karrierjét színészkedéssel folytatta, Kebbel modellkedéssel foglalkozott. Azóta megjelent olyan kiadványokban, mint a Maxim, H, Lucky, Men's Health, Stuff és az FHM.

## Magánélete

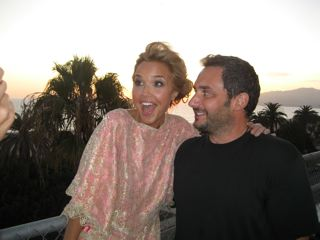
Kebbel és Joey Shaw fotográfus a H magazin fotózásán Los Angelesben.

Kebbel jó barátnője Torrey DeVitto színésznőnek, aki szintén a floridai Winter Parkban nevelkedett.

## Filmográfia

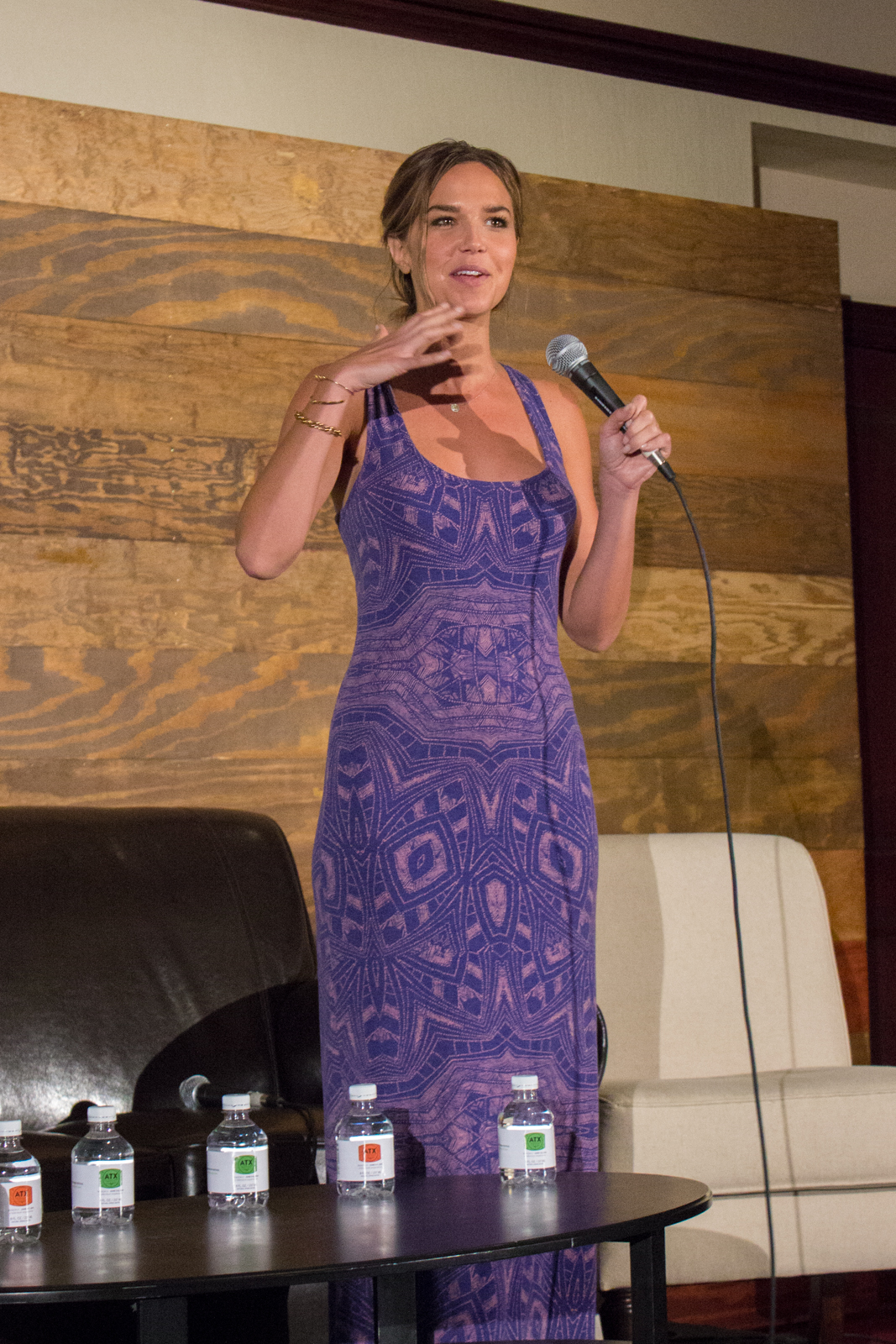
Kebbel az ATX TV Fesztiválon 2014-ben, a Sullivan and Son TV showján.

### Film
| Év   | Magyar cím                        | Eredeti cím                                 | Szerep           | Magyar hang        |
| ---- | --------------------------------- | ------------------------------------------- | ---------------- | ------------------ |
| 2004 | Flúgos járat                      | Soul Plane                                  | Heather Hunkee   | Bogdányi Titanilla |
| 2005 | A gyerek, meg én                  | The Kid & I                                 | Arielle          | Haumann Petra      |
| 2005 | Amerikai pite 4. – A zenetáborban | American Pie Presents: Band Camp            | Elyse Houston    | Solecki Janka      |
| 2005 | Party gimi                        | Dirty Deeds                                 | Alison           |                    |
| 2005 | Reeker – A halál szaga            | Reeker                                      | Cookie           | Csuha Borbála      |
| 2005 | Csak lazán!                       | Be Cool                                     | Robin            |                    |
| 2006 | Butch Cassidy kincse              | Outlaw Trail: The Treasure of Butch Cassidy | Ellie            |                    |
| 2006 | Átok 2.                           | The Grudge 2                                | Allison Fleming  | Simonyi Piroska    |
| 2006 | Dögölj meg, John Tucker           | John Tucker Must Die                        | Carrie Schaeffer | Vadász Bea         |
| 2006 | Aquamarine                        | Aquamarine                                  | Cecilia Banks    | Haumann Petra      |
| 2006 |                                   | The Bros.                                   | Kim              |                    |
| 2007 |                                   | Daydreamer                                  | Casey Green      |                    |
| 2008 |                                   | Freakdog                                    | Catherine Thomas |                    |
| 2008 | Csapatszellem                     | Forever Strong                              | Emily            | Solecki Janka      |
| 2009 | Hívatlan vendég                   | The Uninvited                               | Alex Ivers       | Lamboni Anna       |
| 2010 | Válaszolj!                        | Answer This!                                | Naomi Nahar      |                    |
| 2010 | Vámpíros film                     | Vampires Suck                               | Rachel           | Vágó Bernadett     |
| 2011 |                                   | I Melt with You                             | Randi            |                    |
| 2011 |                                   | The Brooklyn Brothers Beat the Best         | Cassidy          |                    |
| 2011 | Mellbedobás                       | Mardi Gras: Spring Break                    | Lucy Mills       | Molnár Ilona       |
| 2012 |                                   | Supporting Characters                       | Jamie            |                    |
| 2012 | Gondolkozz pasiaggyal!            | Think like a Man                            | Gina             | Bognár Anna        |
| 2012 | Gondolkozz pasiaggyal!            | Think like a Man                            | Gina             | Hábermann Lívia    |
| 2018 | A szabadság ötven árnyalata       | Fifty Shades Freed                          | Gia Matteo       | Bognár Anna        |
| 2018 |                                   | Another Time                                | Ally             |                    |
| 2021 | Miután elbuktunk                  | After We Fell                               | Kimberly         |                    |
| 2022 | Miután boldogok leszünk           | After Ever Happy                            | Kimberly         |                    |
| 2023 | Miután annyi minden történt       | After Everything                            | Kimberly         | Martinovics Dorina |